# Kys (eksperimentalfilm)
Kys er en dansk eksperimentalfilm fra 1991 instrueret af Imme Rietz.

## Handling
Denne artikel mangler et handlingsreferat. Hjælp os med at skrive det.